# املاجیک
املاجیک (انگلیسی: Amlogic) شرکت الکترونیک آمریکایی است، که در سال ۱۹۹۵ تأسیس شد.